# Kruszyny (gromada)
Kruszyny – dawna gromada, czyli najmniejsza jednostka podziału terytorialnego Polskiej Rzeczypospolitej Ludowej w latach 1954–1972.
Gromady, z gromadzkimi radami narodowymi (GRN) jako organami władzy najniższego stopnia na wsi, funkcjonowały od reformy reorganizującej administrację wiejską przeprowadzonej jesienią 1954 do momentu ich zniesienia z dniem 1 stycznia 1973, tym samym wypierając organizację gminną w latach 1954–1972.
Gromadę Kruszyny z siedzibą GRN w Kruszynach utworzono – jako jedną z 8759 gromad na obszarze Polski – w powiecie brodnickim w woj. bydgoskim, na mocy uchwały nr 24/2 WRN w Bydgoszczy z dnia 5 października 1954. W skład jednostki weszły obszary dotychczasowych gromad Brudzawy (bez obszaru 114 ha, włączonego do gromady Książki w powiecie wąbrzeskim), Kruszyny i Kruszyny-Rumunki ze zniesionej gminy Nieżywięć w tymże powiecie. Dla gromady ustalono 23 członków gromadzkiej rady narodowej.
31 grudnia 1959 z gromady Kruszyny wyłączono część obszaru wsi Kruszyny-Rumunki o powierzchni 115,63,12 ha, włączając ją do wsi Zgniłobłoty w gromadzie Bobrowo w tymże powiecie.
Gromadę zniesiono 1 stycznia 1969, a jej obszar włączono do gromady Nieżywięć w tymże powiecie.